# Eddy Van Beers
Eddy Van Beers (11 mei 1973) is een Belgische schaker. In 2003 werd hij Internationaal Meester (IM). In 2023 won hij de wereldbeker oplossen van schaakproblemen. 
In 2001 speelde hij mee in het weekend-toernooi van Tilburg, met 83 deelnemers. Van Beers eindigde met 4.5 punt op de vierde plaats. In 2002 werd hij in Gent met 5 pt. uit 7 gedeeld tweede op het schaakkampioenschap van Vlaanderen, dat met 5.5 uit 7 werd gewonnen door Geert Van der Stricht.
Hij nam deel aan de Schaakolympiades van 2000,  2002 en 2004. Bij de 36e Schaakolympiade in 2004 in Calvià, waren zijn teamgenoten Ekrem Cekro, Laurent Bruno en Geert Van der Stricht. Het Belgische team eindigde als 58e.
Hij is een liefhebber van schaakcomposities. In 2010 was hij 5e op het Wereldkampioenschap oplossen van schaakproblemen en tweede op de Hagedoorn-oploswedstrijd op de Schaakmanifestatie in Sliedrecht. Hij won 21 keer de Open Belgische oploskampioenschappen, waaronder die in 2011 (19e editie), 2015 (22e editie), 2016, in Geel, 2018 (25e editie) en 2019 (26e editie). In juli 2023 stond hij zesde op de wereldranglijst van oplossers van schaakproblemen. Op 4 september 2023 won hij in Batoemi de wereldbeker oplossen van schaakproblemen.